# Katarzyna Mróz
Katarzyna Mróz (ur. 19 lutego 1981 w Tarnowie) – polska siatkarka grająca na pozycji środkowej. Reprezentantka Polski. Starsza siostra Agaty Mróz-Olszewskiej i Pawła Mroza

## Kariera
Karierę zaczynała w Zelmerze Rzeszów, od 2002-2003 bronila barw drugoligowego KSZO Ostrowiec Świętokrzyski (razem z siostrą Agatą), dwukrotnie grała w Pałacu Bydgoszcz (2003–2006) oraz 2008–2009, grała w Wiśle Kraków, po dwóch sezonach powróciła do klubu z Bydgoszczy, w sezonie 2011/12 grała w Budowlanych Łódź, następnie 4 sezony była zawodniczką KPS Chemik Police, z tym klubem zdobyła mistrzostwo I ligi, wygrała trzy Mistrzostwa Polski, następnie grała w DevelopRes Rzeszów (wróciła do Rzeszowa po 15 latach), z tym klubem zdobyła brązowy medal, sezon 2017/18 spędziła w Wiśle Warszawa.
Po sezonie 2017/2018 spędzonym w drużynie Wisły Warszawa, zakończyła karierę sportową.

## Życie prywatne
Po zakończeniu kariery zamieszkała w okolicach Gdowa, tam zajmuje się wypiekaniem ciast oraz prowadzi obozy siatkarskie, w 2019 urodziła córeczkę. 

## Sukcesy Klubowe
Puchar Polski:
- 2005, 2014, 2016

Mistrzostwo Polski:er
- 2014, 2015, 2016
- 2005
- 2017

Superpuchar Polski:
- 2005, 2014, 2015

Mistrzostwo I ligi:
- 2013
- 2018

## Osiągnięcia indywidualne
- 2014 – Najlepsza blokująca turnieju finałowego Pucharu Polski